# Krst
Sveti krst je eden izmed sedmih svetih zakramentov in prvi zakrament uvajanja v krščanstvo. Krščenec po krstu postane član skupnosti kristjanov - krščanske Cerkve. Pogoj za krst je seveda krščanska vera, zato mora krščenec pred krstnim obredom izpovedati, da sprejema vero Cerkve za svojo. Če gre za krst otroka, to storijo njegovi starši in botri, ki hkrati obljubijo, da bodo otroka vzgajali v krščanski veri.
Če je kandidat za prejem krsta odrasel, se mora na krst najprej ustrezno pripraviti. Postopek priprave odraslih na krst se imenuje katehumenat.
Oseba, ki krščuje, se imenuje krstitelj (tudi krščevalec ali krstnik). Krstitelj je lahko katera koli oseba z dobrim namenom (lahko tudi nekristjan), po navadi pa ta zakrament podeli krščanski duhovnik. Pri obredu krsta krstitelj krščenca trikrat oblije z vodo (ali tudi trikrat popolnoma potopi v vodo) in zraven izgovarja besede: 
"Janez (za primer), jaz te krstim v imenu Očeta in Sina in Svetega Duha."
Krstna voda je simbol očiščenja (očiščevalna simbolika vode sega že daleč v predkrščanski čas). S krstom je krščenec očiščen vseh grehov in prejme Božjo milost.
Zgodovinsko osnovo za krst najdemo neposredno v Svetem pismu: Janez Krstnik je krstil Jezusa (Mt 3,13), Jezus pa je svojim učencem naročil: "Pojdite torej in naredite vse narode za moje učence. Krščujte jih v imenu Očeta in Sina in Svetega Duha." (Mt 28,19)
Ker je Jezusovo navodilo izrecno in nedvoumno, krst velja za zakrament v vseh krščanskih skupnostih, nekaj razlik je samo v poteku obreda: nekatere skupnosti izrecno zahtevajo krst s popolnim potapljanjem, nekatere skupnosti pa priznavajo samo krst odraslih. V Rimskokatoliški in Pravoslavnih cerkvah je krst enkratni obred, le v nekaterih manjših krščanskih skupnostih ga včasih ponavljajo (prekrščevalci - anabaptisti).

## Krst izven Cerkve
Izraz »krst« se uporablja tudi splošneje za iniciacijski obred sprejemanja v neko (versko ali neversko) organizacijo. Taki »krsti« imajo pogosto šaljivo konotacijo, znan je na primer »krst fazanov« (sprejem dijakov prvih letnikov srednje šole). »Ognjeni krst« pomeni težko preizkušnjo ob začetku nekega dela. »Krst« lahko pomeni tudi zgolj podelitev imena, na primer krst ladje (podelitev imena pred splovitvijo).